# John Koza
John R. Koza (1944) è un informatico statunitense, noto soprattutto per il suo lavoro pionieristico nel settore della programmazione genetica (una tecnica che estende il concetto di algoritmo genetico sfruttando la modifica evolutiva del codice stesso dei programmi).
È docente alla Stanford University. È stato cofondatore della Scientific Games (la società che gestisce l'infrastruttura informatica delle lotterie nazionali statunitensi) e fondatore della Genetic Programming.
John Koza possiede un'azienda chiamata Genetic Programming Inc., e utilizza un cluster Beowulf di 1000 nodi, composto da processori Pentium II e Dec Alpha, per svolgere le sue ricerche.

## Opere scelte
1. Koza, J.R. (1990). Genetic Programming: A Paradigm for Genetically Breeding Populations of Computer Programs to Solve Problems, Stanford University, Computer Science Department, rapporto tecnico STAN-CS-90-1314 (http://www.genetic-programming.com/jkpdf/tr1314.pdf).
2. Koza, J.R. (1992). Genetic Programming: On the Programming of Computers by Means of Natural Selection, MIT Press. ISBN 0262111705
3. Koza, J.R. (1994). Genetic Programming II: Automatic Discovery of Reusable Programs, MIT Press
4. Koza, J.R., David Goldberg, David Fogel e Rick Riolo (a c. di) (1996). Genetic Programming 1996: Proceedings of the First Annual Conference (Complex Adaptive Systems), MIT Press. ISBN 0262611279
5. Koza, J.R. (a c. di) (1997). Genetic Programming 2nd Conference (Proceedings of the 2nd Annual Conference on Genetic Algorithms)
6. Koza, J.R. e altri (a c. di)(1998). Genetic Programming 1998, Morgan Kaufmann Publishers. ISBN 1558605487
7. Koza, J.R., F.H. Bennett, D. Andre e M.A. Keane (1999). Genetic Programming III: Darwinian Invention and Problem Solving, Morgan Kaufmann. ISBN 1558605436
8. Koza, J.R., M.A. Keane, M.J. Streeter, W. Mydlowec, J. Yu, e G. Lanza (2003). Routine Human-Competitive Machine Intelligence (Genetic Programming), Springer Verlag.